# Хитрово, Владимир Сергеевич
Влади́мир Серге́евич Хитрово́ (1891—1968) — полковник лейб-гвардии Конной артиллерии, герой Первой мировой войны, участник Белого движения.

## Биография
Из дворян Орловской губернии. Сын камергера Сергея Константиновича Хитрово (1865—1931).
В 1910 году окончил Пажеский корпус, откуда был выпущен подпоручиком в лейб-гвардии Конную артиллерию, с которой и вступил в Первую мировую войну. Высочайшим приказом от 2 мая 1915 года был удостоен Георгиевского оружия
За то, что 24 ноября 1914 г., в бою на Петроковском шоссе у госп. дв. Гомолин, находясь на передовом наблюдательном пункте батареи в положении исключительной опасности, в сфере действительного артиллерийского, а затем и ружейного огня противника, в течение целого дня давал настолько ценные указания для корректирования стрельбы 5-й батареи, что к вечеру противник был вынужден отступить с большими потерями.
К концу 1917 года — полковник лейб-гвардии Конной артиллерии. В ноябре—декабре 1918 года был командиром 1-го отдела Офицерской дружины генерала Кирпичева в Киеве. Затем участвовал в Белом движении в составе ВСЮР. С 5 января 1919 года служил в Сводно-гвардейском полку, летом того же года командовал 2-й горной гвардейской батареей. После эвакуации Новороссийска в марте 1920 года, был начальником Бюро русской печати в Константинополе.
В эмиграции во Франции. В 1939 году выступал как монархист-легитимист. Состоял членом Союза пажей, членом Общества ревнителей русской военной истории, членом правления Союза Георгиевских кавалеров, а также заместителем председателя Гвардейского объединения. Был сотрудником журнала «Военная Быль», оставил неопубликованные воспоминания о Первой мировой войне.
Скончался в 1968 году в Париже. Похоронен на кладбище Сент-Женевьев-де-Буа.

## Семья
Был женат на Ольге Александровне Шепелевой-Воронович (1892—1986). Их сын:
- Сергей (1919—1989), в эмиграции во Франции, кандидат объединения лейб-гвардии Конной артиллерии.